# بارکزایی (طایفه)
بارَکْزایی‌، طایفه‌ای‌ بزرگ‌ از گروه‌ قومی‌ دُرانی‌ها (ابدالی‌های‌) پشتون‌ در افغانستان‌ و بخش‌ جنوب‌ شرقی‌ ایران‌ می‌باشند؛  
بارَکْزایی‌، طایفه‌ای‌ بزرگ‌ از گروه‌ قومی‌ دُرانی‌ها (ابدالی‌های‌) پشتون‌ در افغانستان‌ و بخش‌ جنوب‌ شرقی‌ ایران‌ می‌باشند.که بارکزایی های بلوچستان نیز از افغانستان به آنجا آمده اند آنها هم در بلوچستان توانسته‌اند سال‌ها رهبری و حاکمیتی نیمه خود مختار داشته باشند و در ایرانشهر حکومت کنند و هم در افغانستان جزو دو طایفه مهم در حاکمیت بشمار می‌رفته‌اند و در مدت دویست سال شاه یا ملکه بلا تردید ازین طایفه بوده‌است و همین امر سبب شد در تمام ولایات افغانستان به عنوان امین و نماینده شاه حضور یابند و علاوه بر کنترل اوضاع توانستند زمین‌های بومیان را با ثروت خویش به تصرف درآورند و زندگی ممتازی داشته باشند، سیاست پرهیز از خشونت و مردم داری بتدریج باعث شد در تمام مناطق پذیرفته شوند، در سال‌های اخیر و با پایان یافتن سیستم ارباب و رعیتی رخوت و سستی در بارکزایی‌ها موجب کمرنگ شدن آن‌ها گردیده و دیگر شکوه و جلال سابق را ندارند. مخصوصاً که شخص ممتازی در راس حاکمیت از آن‌ها پشتیبانی نمی‌کند. 

## بارکزایی‌هایافغانستان
این‌ طایفه‌ در افغانستان‌ به‌ بارَکزی‌، بارَکزَی‌ یا بارَکزای‌، و در ایران‌ به‌ بارکزایی‌ و بارَکزِهی‌ شهرت‌ دارند. نام‌ طایفه‌ از دو کلمه بارک‌ (نام‌ نیای‌ بزرگ‌ طایفه‌) و زی‌ (جمع‌ زَی‌ در زبان‌ پشتو)، یازای‌ و زِه‌ (پسوند گونه‌ای‌ به‌ معنای‌ فرزند و زادگان‌) ترکیب‌ یافته‌ است‌.
بنا برجره نگاری پشتون های افغان بارک یکی از چهار زیرک بود که طایفه بارکزی پوپلزی و الکزی اچکزی یا موسای را تشکیل دادند
قلمرو و پراکندگی جغرافیایی 

## بارکزایی‌هایایران
گروهی‌ از طایفه بارکزایی‌ در جنوب‌ شرقی‌ ایران‌ و در سیستان‌ و بلوچستان‌ زندگی‌ می‌کنند. ورود بارکزایی‌ها را به‌ این‌ نواحی‌ در اوایل‌ سده ۱۳ق‌/۱۹م‌ نوشته‌اند اسناد تاریخی‌ حاکی‌ از استقرار کامل‌ آنها در میانه سده ۱۳ق‌ در سیستان‌ است‌. گفتنی است این طایفه در زمان حاکمیت رضاشاه از باران زهی به بارک زهی تغییر نام پیدا کرد . با توجه به «کتاب حکایت بلوچ»، خاندان باران زهی (بارکزایی‌) و خوانین‌ آنها از معدود افرادی بودند که بر علیه حکومت مرکزی و انگلیسی ها قیام کردند. نسب‌ این‌ گروه‌ بارکزایی‌ را به‌ امیر شاهوخان‌ نامی‌ از خویشاوندان‌ حاجی‌ جمال‌خان‌ و دو فرزند او، امیر کلان‌خان‌ و امیر نایب‌خان‌ می‌رسانند. ظاهراً پس‌ از برخاستن‌ اختلاف‌های‌ طایفگی ‌میان ‌بارکزایی‌ها، میربابکرخان‌ و میرنوراخان‌ پسران‌ امیرکلان‌خان‌، و میرباران ‌خان‌ نوه امیر نایب‌خان‌ با خانواده‌ها و وابستگانشان‌ از ناحیه نوده‌ فرخ‌ در افغانستان ‌به‌ سیستان‌ مهاجرت‌ کردند. بعدها میرباران‌خان‌ با وابستگانش‌ به‌ بلوچستان‌ کوچید و در آن‌جا اقامت‌ گزید این‌ گروه‌ بعداً به‌ نام‌ بزرگ‌ خاندانشان‌ به‌ «باران‌زایی‌» یا «باران‌ زهی‌» شهرت‌ یافتندافضل‌الملک‌ کرمانی‌ در شرح‌ طایفه‌های‌ مستقر در بلوچستان‌ در اوایل‌ سده ۱۴ق‌ از ۵۰ خانوار بروکزاده‌ (بارکزاده‌) ساکن‌ در دزک‌ (زاهدان‌ کنونی‌) یاد می‌کند.هنری‌ فیلد در ۱۳۱۳ش‌ به‌ طایفه‌ای‌ افغانی‌ تبار به‌ نام‌ باران‌ زایی‌ در جالق‌ و دره‌ دزک‌ اشاره‌ می‌کند. ‌(و رزم‌آرا از این‌ طایفه‌ در بمپور و دزک‌ یاد می‌کند۶۰]رزم‌آرا، علی‌، جغرافیای‌ نظامی‌ ایران‌: مکران‌، ج۱، ص‌ ۴۵- ۴۶، تهران‌، ۱۳۲۰ش‌. و می‌نویسد: این‌ گروه‌ ابتدا در دره دزک‌ و جالق‌ می‌نشستند و در زمان‌ بهرام‌خان‌ بارکزایی‌ قدرت‌ یافتند و از طایفه بزرگزایی‌ یا بزرگ‌ زاده‌ در دزک‌ سلب‌ قدرت‌ کردند. بارکزایی‌ها در سراسر بلوچستان‌ پراکنده‌اند و بیشترشان‌ در نواحی‌ سراوان‌، ایرانشهر، سرباز و زاهدان‌ زندگی‌ می‌کنند. میرزامهدی‌ در شرح‌ ناحیه دزک‌ و توابع‌ آن‌ در ۱۲۹۲ق‌ به‌ ۴۰ خانوار طایفه باران‌ زهی‌ در شصتان‌ اشاره‌ می‌کند.